# Flint School

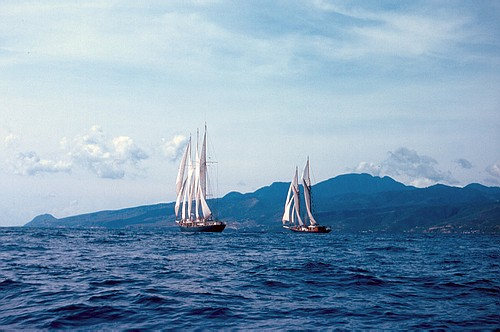
Onder vol tuig, Kleine Antillen

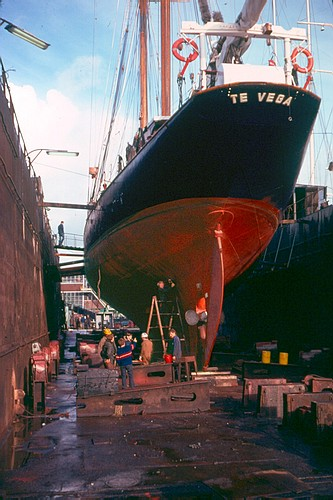
Droogdok te Vlaardingen

De Flint School (1969–1981) was een Amerikaans internaat opererend vanuit hoofdkantoren in Sarasota, Florida. Elk jaar kregen gemiddeld zeventig jonge mensen tussen de 12 en 18 jaar een opleiding aan boord van de klassieke schoeners Te Vega (ex-Etak, ex-Vega, ex–USS Juniata, nu Deva) en teQuest (ex–Black Douglas, ex-Aquarius, ex–Aquarius W, nu El Boughaz I) terwijl zij tevens 20 à 30 plaatsen in Europa en het Caribisch gebied bezochten. Het curriculum werd gecreëerd door de pedagoog George Stoll en zijn echtgenote, Betty. Zijn zoon, Jim, een gerenommeerd zeiler, fungeerde als technisch directeur van de twee schepen en als docent in de techniek van het zeilen.
Alhoewel de Stolls Ayn Rands meesterwerk Atlas Shrugged het zwaartepunt van hun programma maakten, werd de school niet op de grondslag van het objectivisme opgericht. De Stolls waren wel voorstanders van educationele keuzevrijheid en de filosofie van de Flint School weerspiegelde het libertarisme.